# Gortyna gigantea
Gortyna gigantea är en fjärilsart som beskrevs av Charles Boursin 1963. Gortyna gigantea ingår i släktet Gortyna och familjen nattflyn. Inga underarter finns listade i Catalogue of Life.